# Capsicum friburgense
Unter dem Namen Capsicum friburgense wurde 2005 eine neue Wildart der Gattung Paprika (Capsicum) beschrieben, die nahe verwandt zu den Wildarten C. scolnikianum, C. cardenasii und C. mirabile ist. Die beschriebene Art wurde bisher nur in einem sehr begrenzten Gebiet bei Nova Friburgo (Brasilien) gefunden.

## Beschreibung

### Habitus und Blätter
Die Pflanzen der Art Capsicum friburgense sind 0,8–2,5 Meter große, wenig verzweigte Sträucher mit hohler Sprossachse. Die paarweise, aber in den Sprossverzweigungen einzeln stehenden Laubblätter sind 2,6 bis 3,6 mal länger als breit, eiförmig bis elliptisch, der Rand ist glatt und nach vorn zugespitzt. Die Blätter sind zwischen (5,5) 8,5 und 13 (21) cm lang und zwischen (1,5) 2,5 und 4,5 (7,5) cm breit. Die Blattstiele haben eine Länge von 0,6–1,2 (1,5) cm.

### Blüte
In den Sprossverzweigungen entstehen einzeln oder paarweise die Blüten. Die zwischen (1,7) 2,1 und 4,9 (6,2) cm langen Blütenstiele sind aufwärts gerichtet oder leicht nach unten gebogen. Daran anschließend befindet sich der 2 bis 3 (5) mm große Blütenkelch, an dem sich fünf Kelchzähne mit einer Länge von 1,2–3 (3,5) befinden, am Rand des Blütenkelchs und an den Kelchzähnen sind einreihig kurze Trichome zu finden. Die Blütenkronblätter der noch geschlossenen Blüte sind violett, beim Öffnen violett bis pink. Die geöffneten Blütenkronblätter sind glocken- bis urnenförmig. Damit ist C. friburgense die einzige Wildart der Gattung Capsicum, bei der keine Corollaflecken am Blütengrund auftreten und deren Blütenkronblätter komplett violett oder pink sind. Auch die Form der Blüte ist nahezu einmalig innerhalb der Gattung. Die geöffnete Blüte hat einen Durchmesser von 7,5–10,5 mm und eine Länge von (7) 9–12 (15) mm. Die Staubgefäße sind gelblich.

### Frucht und Samen
Aus den bestäubten Blüten entwickeln sich runde, leicht gestauchte Beeren, die zunächst dunkelgrün, zur Reife hellgrün bis gelblichgrün sind. Die Größe beträgt (4) 5–6 mm × (5) 6–8 mm. In der Frucht befinden sich vier bis acht bräunliche bis schwärzliche Samen mit einer Größe von 2,5 bis 3 × 3 bis 3,5 mm und dicker Samenschale.

### Unterschiede zu anderen Arten
Eindeutige Unterscheidungsmerkmale finden sich in einigen Merkmalen der Blüte, vor allem in Farbe und Form der Blütenhüllblätter. Nur bei zwei anderen Arten (C. scolnikianum und C. cardenasii) sind glockenförmige Blüten zu beobachten, urnenförmige jedoch nie. Andere Arten mit ungefleckten Blütenkronblätter besitzen keine komplett violetten Blütenkronblätter. Sie sind entweder weiß (z. B. C. annuum oder C. chacoense), beziehungsweise gelb oder gelblich (z. B. C. scolnikianum, C. rhomboideum oder C. hookerianum).
C. friburgense besitzt im Gegensatz zu allen domestizierten Capsicum-Arten 13 statt 12 Chromosomenpaare. Untersuchungen an wilden und halbwilden brasilianischen Capsicum-Arten zeigten, dass die Anzahl der Arten mit 13 Chromosomenpaaren deutlich höher ist, als zunächst vermutet. Diese Ergebnisse stellten einige der bis dahin noch nicht bewiesenen Vermutungen über die evolutionäre Geschichte der Gattung Capsicum in Frage. So wurde beispielsweise vermutet, dass das 13. Chromosomenpaar durch Mechanismen wie Centric Fission entstanden sind. Da jedoch an den verbleibenden 12 „ursprünglichen“ Chromosomenpaaren keine Merkmale, die auf Centric Fission hinweisen, gefunden worden, kann diese Theorie als falsch betrachtet werden. Vielmehr erweist sich nun als wahrscheinlicher, dass die Gruppe der Arten mit 13 Chromosomenpaaren die ursprüngliche ist und während der zunehmenden Verbreitung nach Norden ein Chromosomenpaar auf noch ungeklärte Weise verloren gegangen ist. Arten mit nur 12 Chromosomenpaaren änderten demzufolge ihr Auftreten beispielsweise durch Ausbildung vorwiegend roter Früchte, die eine deutlich höhere Schärfe besitzen. Da im ursprünglichen Verbreitungsgebiet Südostbrasilien die klimatischen Bedingungen konstant blieben, konnten dort die Arten mit 13 Chromosomenpaaren überleben, während sich weiter nördlich vor allem die Arten mit 12 Chromosomenpaaren durchsetzten.

## Etymologie
Der Name der Art leitet sich vom Namen der Stadt Nova Friburgo ab, in deren Nähe die Art gefunden wurde.

## Vorkommen
Die Art wurde bisher nur in einem sehr eingeschränkten Gebiet in nassen Waldgebieten in der Nähe der brasilianischen Stadt Nova Friburgo, in Höhen zwischen 1750 und 1920 Meter NN gefunden.